# André Bellavance
André Bellavance, född 3 juni 1964 i Victoriaville i Québec, är en kanadensisk politiker. Han valdes in i Kanadas parlament som representant för Bloc Québécois 2004, men lämnade partiet 2014 och meddelade att han inte ställer upp för omval.
Bellavance valdes 2016 till borgmästare i Victoriaville.